# Prijateljski broj
Prirodni brojevi a i b čine prijateljski par brojeva ako je zbroj  pravih djelitelja broja a (onih koji su manji od a) jednak broju b i istovremeno zbroj pravih djelitelja broja b jednak je broju a.
Takav par nije nimalo jednostavno naći. Najmanji je (220, 284). Pravi djelitelji broja 220 su: 1, 2, 4, 5, 10, 11, 20, 22, 44, 55 i 110, a njihov zbroj je upravo 284. zbroj pravih djelitelja broja 284 je jednak 220.
Poznati francuski matematičar Fermat našao je 1636. godine drugi par prijateljskih brojeva (17 296, 18 416). Zajedno s Descartesom, Fermat je otkrio pravilo za formiranje takvih parova. 
U 18. stoljeću Euler je objavio spisak od 64 para prijateljskih brojeva, među kojima su dva bila pogrešna. Šesnaestogodišnji Talijan Niccolo Paganini našao je 1867. godine par prijateljskih brojeva (1184, 1210) koji su daleko manji od Fermatovih.
Uz pomoć računala danas je pronađeno više od 600 prijateljskih parova. Prvo mjesto na listi zauzima (220,284), iza njega je Paganinijev (1184, 1210), zatim dolazi (2620, 2924) itd. Fermatov par je tek na 8. mjestu.